# Onthophagus totonicapamus
Onthophagus totonicapamus är en skalbaggsart som beskrevs av Bates 1887. Onthophagus totonicapamus ingår i släktet Onthophagus och familjen bladhorningar. Inga underarter finns listade i Catalogue of Life.